# Гудхью, Данкан
Данкан (Дункан) Александр Гудхью (англ. Duncan Alexander Goodhew; род. 27 мая 1957, Бекенхэм, Большой Лондон или Марилебон, Большой Лондон) — британский пловец, призёр Игр Содружества, призёр чемпионатов Европы и мира, чемпион и призёр летних Олимпийских игр 1980 года в Москве, участник двух Олимпиад.

## Карьера
Специализировался на брассе. На летних Олимпийских играх 1976 года в Монреале Гудхью выступал в плавании на 100 метров брассом и комбинированной эстафете 4×100 метров. В первой дисциплине Гудхью занял 7-е место, а во второй сборная Великобритании (в которую, кроме Гудхью, входили Джеймс Картер, Дэвид Уилки, Джон Миллс, Брайан Бринкли, Гэри Абрахам, Кевин Бёрнс) стала 4-й. В плавании на 100 метров в ходе предварительных заплывов Гудхью установил олимпийский рекорд — 1:04,92 с.
На следующей Олимпиаде Гудхью выступал в плавании на 100 и 200 метров брассом и комбинированной эстафете 4×100 метров. В первой дисциплине он стал чемпионом (1:03,34), опередив советского пловца Арсена Мискарова (1:03,82) и австралийца Питера Эванса (1:03,96). В плавании на 200 метров брассом Гудхью стал 6-м с результатом 2:20,92 с. В комбинированной эстафете сборная Великобритании (Гэри Абрахам, Дэвид Лоу, Мартин Смит) стала бронзовым призёром (3:47,71 с), уступив сборным Австралии (3:45,70 с) и СССР (3:45,92 с).